# Cyclorama van Jeruzalem

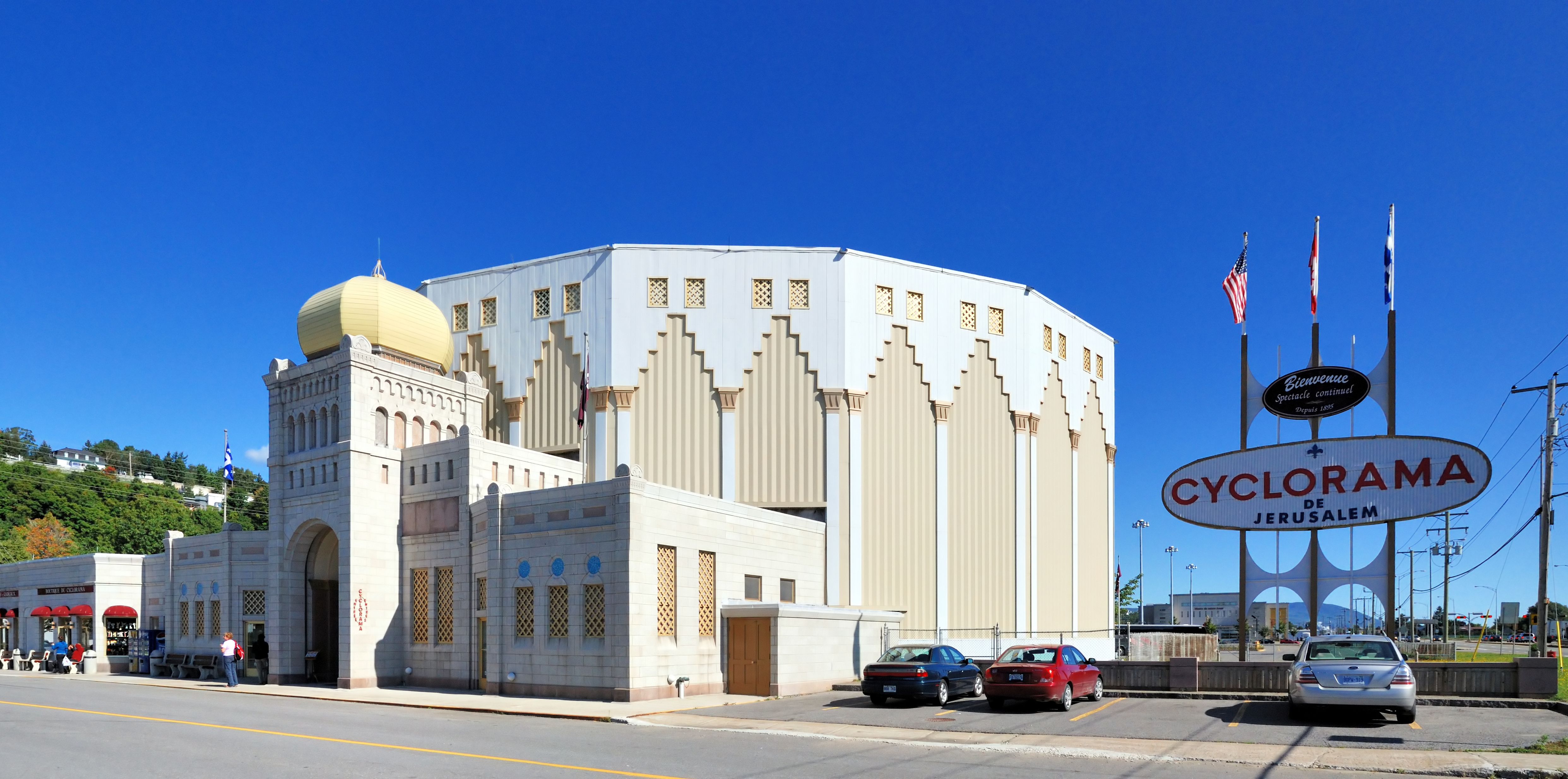
Het Cyclorama van Jeruzalem in Sainte-Anne-de-Beaupré

Het Cyclorama van Jeruzalem is een cilindervormig panoramaschilderij in het Canadese bedevaartsoord Sainte-Anne-de-Beaupré ten noordoosten van de stad Quebec. Het toont de kruisiging van Jezus Christus en de stad Jeruzalem, zoals de stad er op de dag dat Jezus stierf ongeveer moet hebben uitgezien. Het panoramagebouw staat dicht bij de basiliek van Sainte-Anne-de-Beaupré. 

## Geschiedenis
Het panoramaschilderij wordt sinds 1895 in Sainte-Anne-de-Beaupré getoond. Het werd aan het eind van de jaren 80 van de negentiende eeuw in Chicago geschilderd door de Parijzenaar Paul Philippoteaux (1846–1923), bekend door andere panoramaschilderijen zoals het Beleg van Parijs en de Slag bij Gettysburg. Hij werd bijgestaan door vijf andere schilders: Salvador Mège (1854–1915) en Ernest Gros uit Parijs, Charles Abel Corwin (1857–1938) en Oliver Dennett Grover uit Chicago en Edward James Austen (1850–1930) uit Londen. Het schilderij werd, voordat het definitief naar Sainte-Anne-de-Beaupré kwam, van 1889 tot 1895 in Montreal (Canada) getoond.
Het Cyclorama van Jeruzalem is een van 's werelds grootste panorama's. Het doek meet 14 bij 110 meter. Onder de scènes zijn het zuidelijke gedeelte van Jeruzalem en de graftombe van Absalom.
Zowel het panoramaschilderij in Sainte-Anne-de-Beaupré alsook het panoramaschilderij in het Zwitserse stadje Einsiedeln zijn kopieën. Het origineel werd in 1886 in München gecreëerd door de schilder Bruno Piglhein (1848–1894) en getoond in München, Berlijn en Wenen, waar het in 1892 verbrandde. De gelijk grote kopieën zijn zonder zijn medeweten of dat van zijn assistenten gemaakt.

## Beheer
Het Cyclorama van Jeruzalem is in familiebezit. Van 1958 tot 1959 werd het schilderij in opdracht van de toenmalige bezitter George Blouin door professor Christo Stefanoff gerestaureerd. In augustus 2017 werd het panorama door de provinciale overheid tot cultureel erfgoed verklaard toen bekend werd dat de eigenaarsfamilie het panorama wilde verkopen. Het geeft de overheid een voorkooprecht in geval van een verkoop.